# 小野田又蔵
小野田 又蔵（おのだ またぞう、安政2年2月8日（1855年3月25日） - 1939年（昭和14年）6月13日）は、三河国加茂郡明知村（現・愛知県みよし市明知町）出身の堂宮大工（棟梁）。
明治期から大正期にかけて、愛知県を中心に滋賀県も含めて60か所以上の寺院や神社の建築を手掛けた。温和で忍耐強い性格だった。

## 経歴

### 出生
安政2年（1855年）2月8日、三河国加茂郡明知村（現・愛知県みよし市明知町）に生まれた。父は小野田菊蔵であり、又蔵は二男だった。

### 大工修業

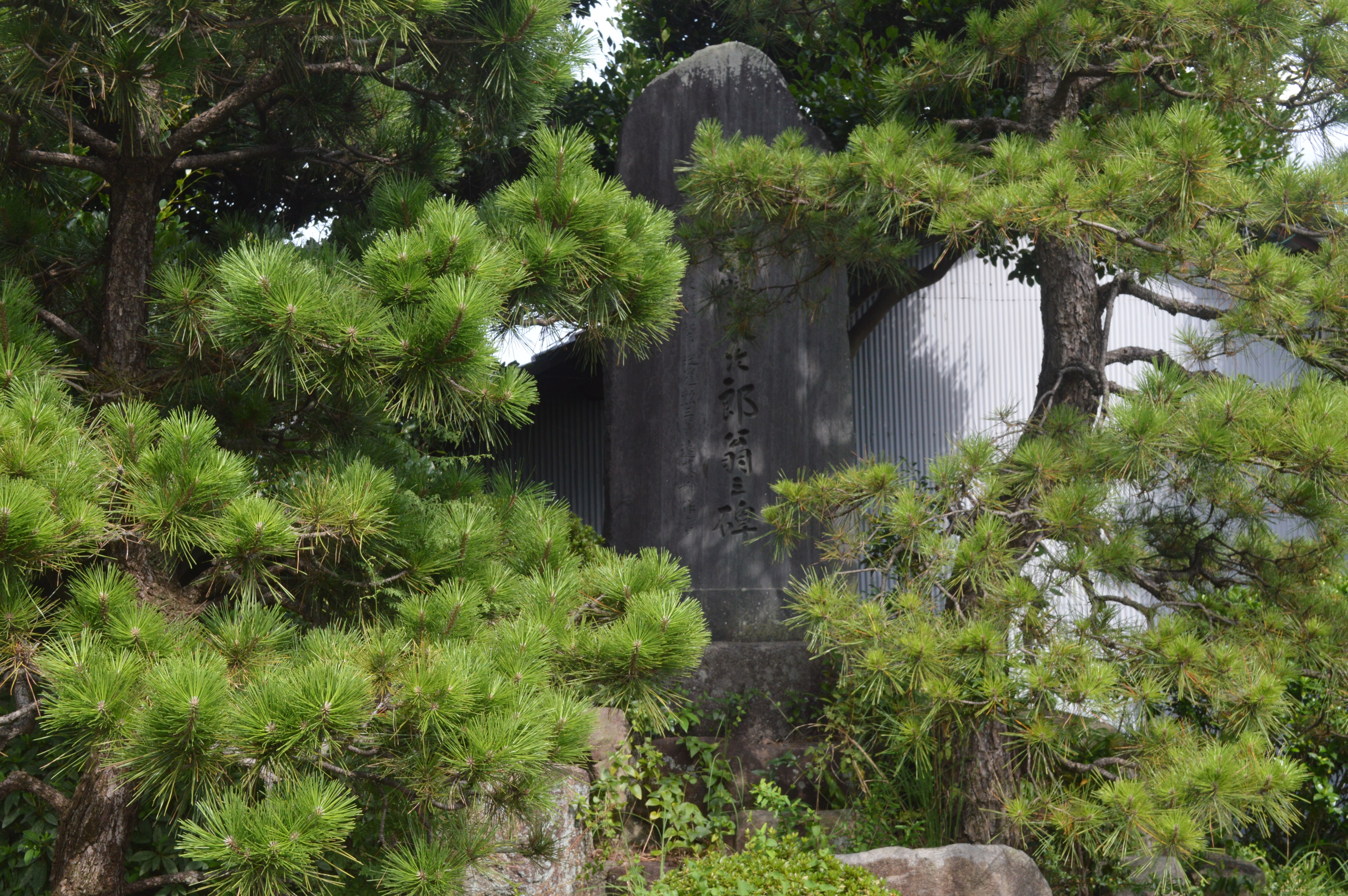
医王寺の「加藤米次郎翁之碑」

18歳だった1873年（明治6年）3月に棟梁の石川貞助（貞蔵）に弟子入りした。石川貞助は知多郡前山村（現・常滑市）出身の堂宮大工であり、三好の石川家に養子に入ったとされる。石川貞助の弟子には小野田又蔵の他に加藤米次郎などもおり、加藤米次郎は三好八幡社などを造営している。
1873年（明治6年）から1875年（明治8年）の3年間をかけて、石川貞助は三好八幡社の例祭で用いられる三好上区山車を建造し、小野田又蔵、加藤米次郎、鈴木林吉（後の石川種吉）らの弟子も建造に加わった。

### 棟梁として

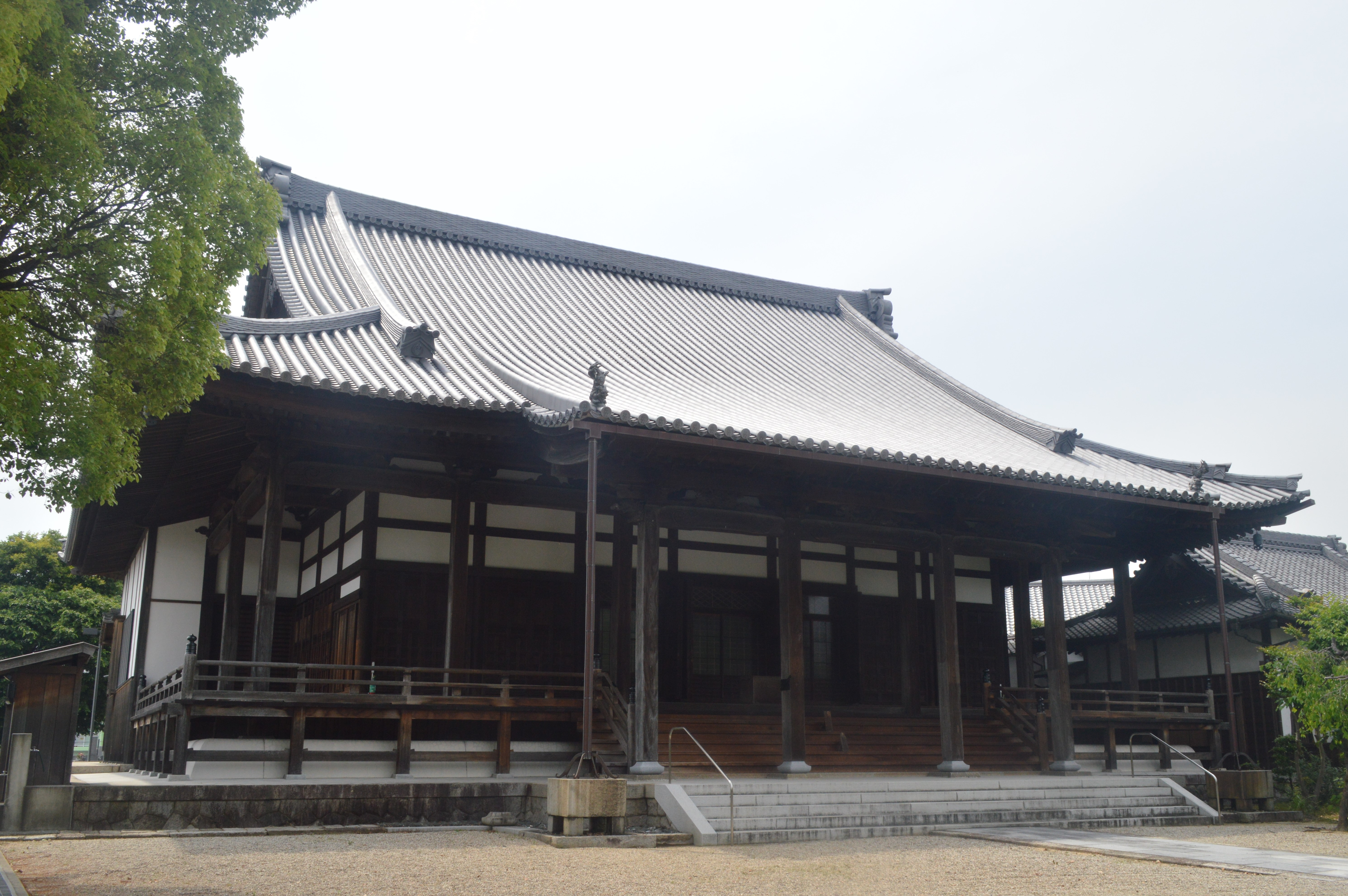
代表作の萬福寺本堂

1879年（明治12年）に石川貞助が死去すると、小野田又蔵は小野田家に戻って独学で棟梁となった。棟梁として初めて手掛けた建築物は、1880年（明治13年）に製作した地元の明知神明宮拝殿であり、1881年（明治14年）には隣村の打越神明社拝殿も製作した。1884年（明治17年）には後の豊田市域での初仕事となる西雲寺鐘楼を請け負った。小野田の棟梁としての経歴の初期には、神社の本殿や拝殿、寺院の山門や鐘楼など、比較的小規模な建築物を手掛けていた。
1883年（明治16年）4月6日、29歳の時に小野田小吉家に養子に入り、1885年（明治18年）に愛知郡沓掛新田（現・豊明市）から妻をめとった。七男二女を儲けたが、長男・三男・四男の3人は幼年のうちに死去している。
1891年（明治24年）頃からは、寺院の本堂など規模の大きな建築物も手掛けるようになり、碧海郡安城町（現・安城市）や刈谷町（現・刈谷市）や知立町（現・知立市）、名古屋市など、それまでの西加茂郡から範囲を拡大させた。1895年（明治28年）に上棟した知立町の萬福寺本堂は「荘厳さ」「美しさ」「精妙さ」が称賛された。
1901年（明治34年）以後には滋賀県の湖東地域にある彦根市、愛知郡愛知川町、神崎郡能登川町（現・東近江市）でも計11か所の建築物を手掛けたが、滋賀県でも仕事を行った理由は不明である。愛知県と滋賀県だけでなく岐阜県でも仕事を手掛けたとされるが、岐阜県で手掛けた作品については判明していない。

### 晩年

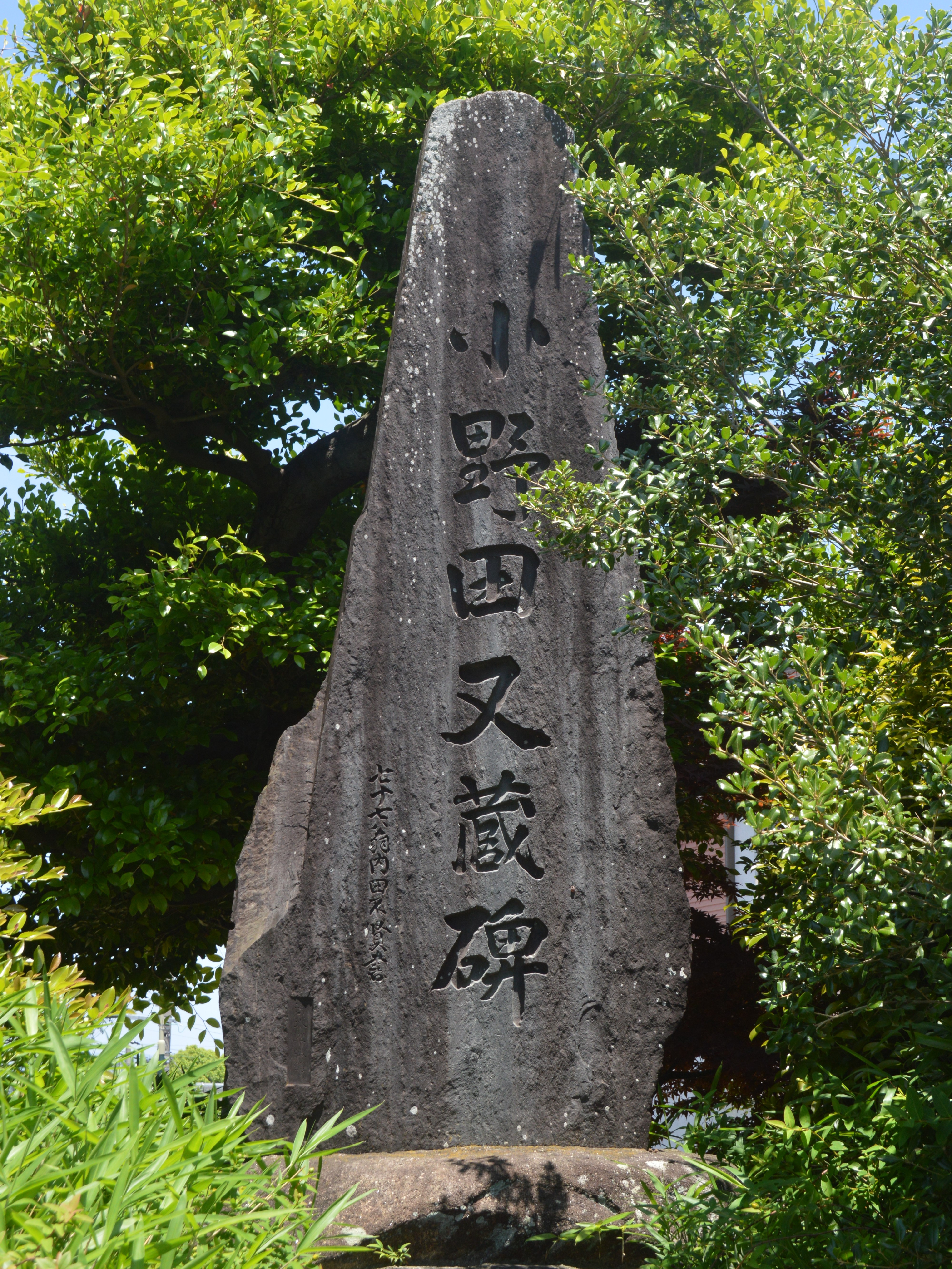
「小野田又蔵碑」

1909年（明治42年）6月には故郷の三好町明知小池下（現・みよし市明知町小池下）に石碑「小野田又蔵碑」が建立され、22人の弟子の名前も刻まれた。特定の作品としては知立町の萬福寺のみが石碑に刻まれている。弟子の近藤文三郎は神崎郡栗見荘村（現・東近江市）の北村家に養子に入り、北村金右衛門となっている。
1912年（明治45年）以後には造営を手掛けることが減り、主に弟子の育成などに当たった。1939年（昭和14年）6月13日に死去した。菩提寺はみよし市明知町の浄久寺であり、墓所は明知町の西山墓地。同年には息子と存命の弟子が石碑前で記念写真を撮影した。

### 死後

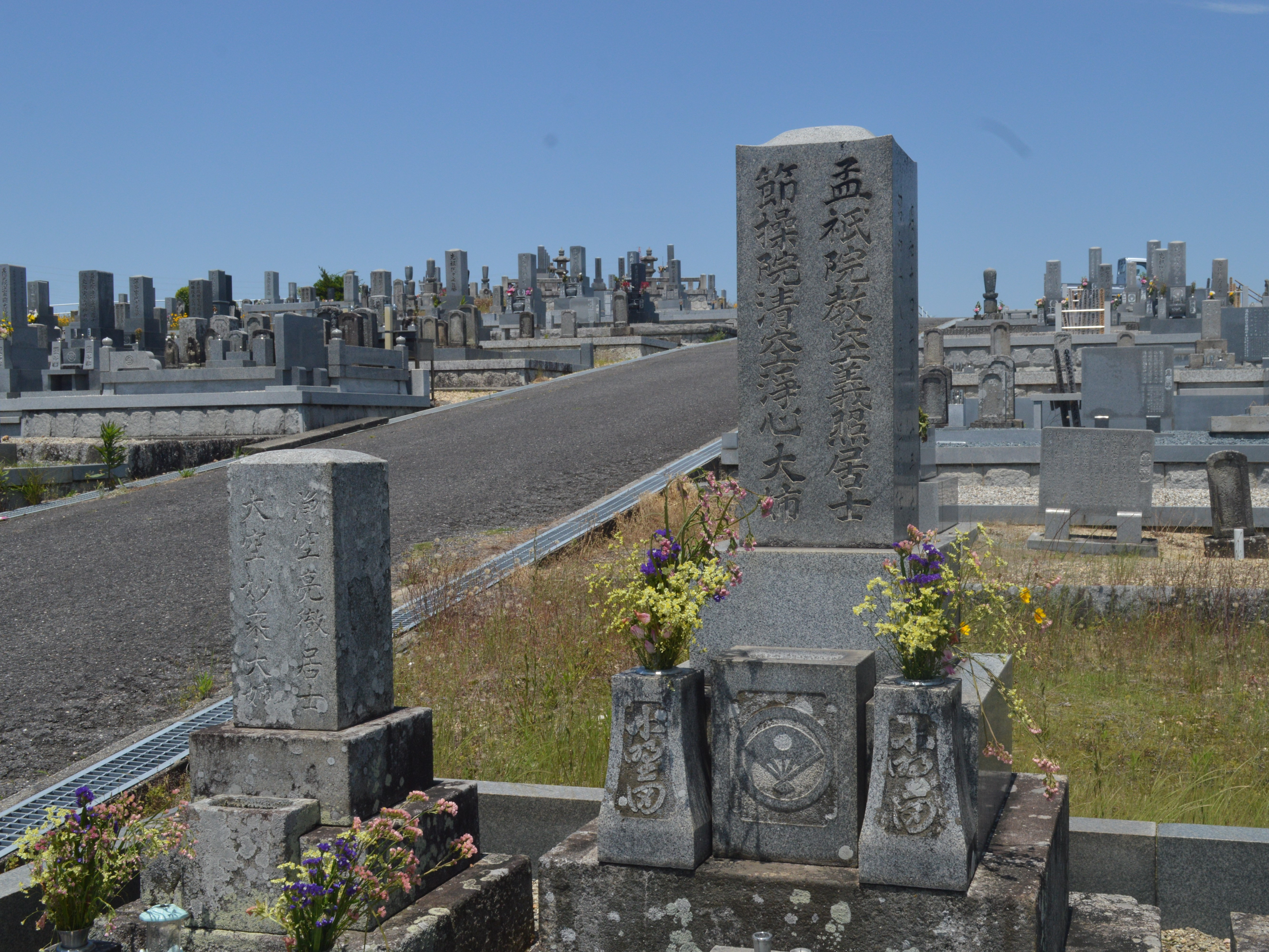
西山墓地にある墓石

棟梁としての初仕事である明知神明宮拝殿は1973年（昭和48年）に解体された。師の石川貞助らとともに建造した三好上区山車は、1981年（昭和56年）10月1日に三好町指定文化財（後にみよし市指定文化財）に指定された。
1991年（平成3年）11月、三好町立歴史民俗資料館の開館10周年記念に特別展「堂宮大工 小野田又蔵の世界」が開催された。棟梁として2番目の仕事である打越神明社拝殿（神楽殿）は2001年（平成13年）以後に解体された。

## 作品
| 画像 | 建築年 | 所在地                   | 建築物         | 状況           |
| ---- | ------ | ------------------------ | -------------- | -------------- |
|      | 1880年 | 愛知県みよし市明知町     | 明知神明宮拝殿 | 1973年解体     |
|      | 1881年 | 愛知県みよし市打越町     | 打越神明社拝殿 | 2001年以後解体 |
|      | 1884年 | 愛知県豊田市住吉町       | 西雲寺鐘楼     | 1959年倒壊     |
|      | 1885年 | 愛知県豊田市竹元町       | 光恩寺山門     |                |
|      | 1888年 | 愛知県豊田市宮口町       | 浄覚寺山門     |                |
|      | 1888年 | 愛知県豊田市高岡町       | 神明宮本殿     |                |
|      | 1890年 | 愛知県豊田市手呂町       | 手呂八幡宮拝殿 |                |
|      | 1891年 | 愛知県安城市山崎町       | 正法寺本堂     |                |
|      | 1894年 | 愛知県安城市高木町       | 貞印寺本堂     |                |
|      | 1894年 | 愛知県名古屋市緑区大高町 | 明忠院本堂     |                |
|      | 1894年 | 愛知県豊田市前林町       | 願誓寺庫裏     |                |
|      | 1895年 | 愛知県知立市上重原町     | 萬福寺本堂     | 登録有形文化財 |
|      | 1895年 | 愛知県安城市新田町       | 明眞寺本堂     |                |
|      | 1897年 | 愛知県豊田市寺部町       | 浄土院本堂     |                |
|      | 1897年 | 愛知県豊田市平井町       | 東光院鐘堂門   |                |
|      | 1897年 | 愛知県蒲郡市神ノ郷町     | 西重寺本堂     |                |
|      | 1898年 | 愛知県豊田市鴛鴨町       | 遍照寺本堂     |                |
|      | 1899年 | 愛知県豊田市高岡町       | 順了寺本堂     |                |
|      | 1899年 | 愛知県名古屋市南区星崎   | 正行寺本堂     |                |
|      | 1901年 | 滋賀県東近江市能登川町   | 明法寺本堂     |                |
|      | 1901年 | 滋賀県彦根市田附町       | 教円寺鐘楼     |                |
|      | 1903年 | 愛知県名古屋市天白区植田 | 栄久寺本堂     |                |
|      | 1904年 | 滋賀県彦根市甲崎町       | 妙光寺鐘楼     |                |
|      | 1904年 | 滋賀県彦根市普光寺町     | 廣濱神社拝殿   |                |
|      | 1904年 | 愛知県豊田市配津町       | 安隠寺本堂     |                |
|      | 1904年 | 愛知県蒲郡市三谷町       | 光昌寺鐘楼     |                |
|      | 1904年 | 愛知県名古屋市緑区桶狭間 | 慈雲寺本堂     |                |
|      | 1905年 | 愛知県稲沢市下津町       | 阿弥陀寺本堂   |                |
|      | 1905年 | 愛知県刈谷市今川町       | 今川八幡宮本殿 | 龍江寺に移築   |
|      | 1906年 | 愛知県刈谷市今岡町       | 洞隣寺本堂     | 解体           |
|      | 1906年 | 愛知県岡崎市大門         | 八剣神社拝殿   |                |
|      | 1906年 | 滋賀県彦根市須越町       | 光淵寺本堂     |                |
|      | 1907年 | 愛知県岡崎市中之郷町     | 中郷神社拝殿   |                |
|      | 1908年 | 滋賀県愛知郡愛知川町     | 乗蓮寺本堂     |                |
|      | 1909年 | 愛知県豊明市沓掛町       | 慈光寺本堂     |                |
|      | 1909年 | 愛知県刈谷市一ツ木町     | 西福寺弘法堂   |                |
|      | 1909年 | 滋賀県愛知郡愛知川町     | 東漸寺本堂     |                |
|      | 1910年 | 愛知県豊明市前後町       | 西雲寺本堂     |                |
|      | 1910年 | 愛知県刈谷市一里山町     | 密蔵院本堂     |                |
|      | 1910年 | 愛知県豊田市寺部町       | 随應院鐘堂門   |                |
|      | 1910年 | 滋賀県愛知郡愛知川町     | 妙安寺経堂     |                |
|      | 1911年 | 愛知県豊明市栄町         | 宝福寺本堂     |                |
|      | 1913年 | 愛知県豊田市鴛鴨町       | 若宮八幡宮拝殿 |                |
|      | 1915年 | 愛知県豊明市栄町         | 修静院本堂     |                |
|      | 1916年 | 愛知県愛知郡東郷町       | 東光寺本堂     |                |
|      | 1926年 | 愛知県みよし市莇生町     | 莇生神社拝殿   |                |
|      | 不明   | 滋賀県東近江市能登川町   | 教勝寺鐘楼     |                |
|      | 不明   | 滋賀県東近江市能登川町   | 西照寺鐘楼     |                |
|      | 不明   | 愛知県刈谷市井ケ谷町     | 八幡宮拝殿     |                |